# Mníšek nad Popradom
Mníšek nad Popradom (em húngaro: Poprádremete; alemão: Einsiedel an der Göllnitz) é um município da Eslováquia, situado no distrito de Stará Ľubovňa, na região de Prešov. Tem 17,79 km² de área e sua população em 2018 foi estimada em 639 habitantes.

## Demografia
| Ano:        | 1994 | 2004   | 2014   | 2024   |
| ----------- | ---- | ------ | ------ | ------ |
| Broj ljudi: | 664  | 682    | 647    | 592    |
| Razlika:    |      | +2,71% | -5,13% | -8,50% |

| Ano:               | 2023 | 2024   |
| ------------------ | ---- | ------ |
| Número de pessoas: | 596  | 592    |
| Diferença:         |      | -0,67% |